# Festival Internacional de Cinema de Montreal

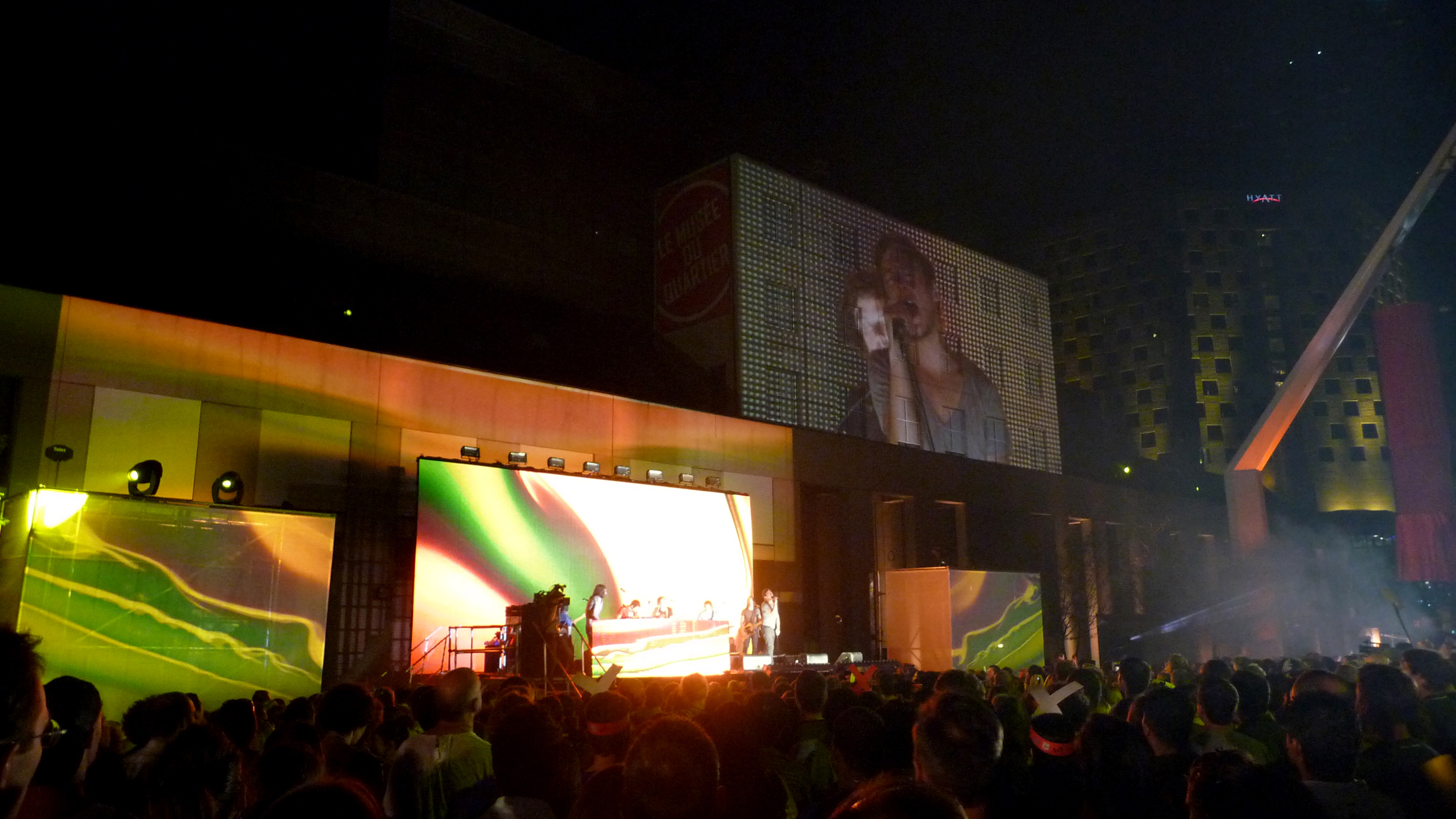
Inauguració de la 'Place des festivals' amb DJ Champion al Quartier des spectacles de Montreal, 7 de setembre de 2009

El Festival Internacional de Cinema de Montreal (Montreal World Film Festival (WFF) — Festival des Films du Monde - Montréal (FFM)) era un festival de cinema realitzat a Montreal (Quebec) des de 1977 a partir de la iniciativa de Serge Losique, encara que s'atorguen premis des de 1978. Estava subvencionat tant pel govern canadenc com pel govern quebequès i se celebrava al Cinéma Impérial, al Théâtre Maisonneuve, al Cineplex Quartier Latin i a l'Oficina Nacional del Cinema.
Aquest festival, al contrari que el Festival Internacional de Cinema de Toronto, era un dels 25 festivals reconeguts a tot el món com de categoria A per la FIAPF (Federació Internacional de Productors de Films). La major distinció d'aquest certamen és el de la "World Competition" o categoria oficial del certamen, denominat en l'actualitat "Gran Premi de les Amèriques" (Grand Prix des Amériques).
El festival va ser cancel·lat en 2019 i ja no existeix. El 2022, l'antic president del festival Serge Losique va anunciar plans per reviure el festival com a Festival de cinema global de Montreal, amb una edició de 2022 amb projeccions gratuïtes d'una selecció de pel·lícules que s'havien projectat anteriorment a FFM, que condueix a un renaixement total del festival el 2023.

## Premis a la millor pel·lícula
| Any          | Títol                                                | Director(s)              | País                                              |
| ------------ | ---------------------------------------------------- | ------------------------ | ------------------------------------------------- |
| 1978         | Ligabue                                              | Salvatore Nocita         | Itàlia                                            |
| 1979         | 1+1=3                                                | Heidi Genee              | Alemanya                                          |
| 1980         | The Stunt Man                                        | Richard Rush             | Estats Units                                      |
| 1980         | Fontamara                                            | Carlo Lizzani            | Itàlia                                            |
| 1981         | The Chosen                                           | Jeremy Paul Kagan        | Estats Units                                      |
| 1982         | Brimstone and Treacle                                | Richard Loncraine        | Regne Unit                                        |
| 1982         | Tiempo de revancha                                   | Adolfo Aristarain        | Argentina                                         |
| 1983         | Mikan no taikyoku                                    | Junya Sato i Duan Jishun | R.P. de la Xina, · Japó                           |
| 1984         | El Norte                                             | Gregory Nava             | Estats Units                                      |
| 1985         | Padre nuestro                                        | Francisco Regueiro       | Espanya                                           |
| 1986         | 37°2 le matin                                        | Jean-Jacques Beineix     | França                                            |
| 1987         | Kenny - The Kid Brother                              | Claude Gagnon            | Canadà, · Estats Units, · Japó                    |
| 1988         | La Lectrice                                          | Michel Deville           | França                                            |
| 1989         | S.E.R. - Svoboda eto rai                             | Serguei Bodrov           | URSS                                              |
| 1990         | Caídos del cielo                                     | Francisco José Lombardi  | Espanya, · Perú                                   |
| 1991         | Salmonberries                                        | Percy Adlon              | Alemanya                                          |
| 1992         | El lado oscuro del corazón                           | Eliseo Subiela           | Argentina, · Canadà                               |
| 1993         | Trahir                                               | Radu Mihaileanu          | França, · Romania                                 |
| 1994         | Once Were Warriors                                   | Lee Tamahori             | Nova Zelanda                                      |
| 1995         | Georgia                                              | Ulu Grosbard             | Estats Units, · França                            |
| 1996         | Different for Girls                                  | Richard Spence           | França, · Regne Unit                              |
| 1997         | Bacheha-Ye aseman                                    | Majid Majidi             | Iran                                              |
| 1998         | The Quarry                                           | Marion Hänsel            | Bèlgica, · Espanya, · Regne Unit, · Països Baixos |
| 1998         | Vollmond                                             | Fredi M. Murer           | Alemanya, · França, · Suïssa                      |
| 1999         | Rang-e khoda                                         | Majid Majidi             | Iran                                              |
| 2000         | Le Goût des autres                                   | Agnès Jaoui              | França                                            |
| 2000         | Innocence                                            | Paul Cox                 | Austràlia                                         |
| 2001         | Baran (Pluja)                                        | Majid Majidi             | Iran                                              |
| 2001         | Torzók                                               | Árpád Sopsits            | Hongria                                           |
| 2002         | Il più bel giorno della mia vita                     | Cristina Comencini       | Regne Unit, · Itàlia                              |
| 2003         | Kordon                                               | Goran Marković           | Sèrbia i Montenegro                               |
| 2004         | The Syrian Bride                                     | Eran Riklis              | Alemanya, · França, · Israel                      |
| 2005         | Off Screen                                           | Pieter Kuijpers          | Països Baixos, · Bèlgica                          |
| 2006 ex-æquo | Une Longue Marche (Nagai Sanpo)                      | Eiji Okuda               | Japó                                              |
| 2006 ex-æquo | Le Plus Grand Amour du monde (O Maior Amor Do Mundo) | Carlos Diegues           | Brasil                                            |
| 2007 ex-æquo | Ben X                                                | Nic Balthazar            | Bèlgica                                           |
| 2007 ex-æquo | Un secret                                            | Claude Miller            | França                                            |
| 2008         | Okuribito (Départs)                                  | Yojiro Takita            | Japó                                              |
| 2009         | Korkoro (Llibertat)                                  | Tony Gatlif              | França                                            |
| 2010         | Adem (Alè)                                           | Hans Van Nuffel          | Bèlgica                                           |
| 2011         | Hasta la Vista                                       | Geoffrey Enthoven        | Bèlgica                                           |
| 2012         | Ateşin Düştüğü Yer                                   | İsmail Güneş             | Turquia                                           |
| 2013         | Chce sie zyc                                         | Maciej Pieprzyca         | Polònia                                           |
| 2014         | Obediencia perfecta                                  | Luis Urquiza             | Mèxic                                             |
| 2015         | Fou d'amour                                          | Philippe Ramos           | França                                            |
| 2016         | Ustav Republike Hrvatske                             | Rajko Grlić              | Croàcia                                           |
| 2017         | Y de pronto el amancer                               | Silvio Caiozzi           | Xile                                              |
| 2018         | Curtiz                                               | Tamás Yvan Topolánszky   | Hongria                                           |

## R eferències
1. ↑  Matthew Hays and Martin Siberok, "Cinema has been 'abused horrifically'". Arxivat 2017-01-13 a Wayback Machine. The Globe and Mail, September 04, 2000.
2. ↑   «TIFF-MWFF Filmfest fisticuffs, Montreal against Toronto». nationalpost.com [Consulta: 30 novembre 2012]. Arxivat 2010-08-18 at Archive.is
3. ↑  T'Cha Dunlevy, "Montreal's beleaguered Festival des films du monde is back, kind of". Montreal Gazette, August 24, 2022.